# Harvey Carignan
Harvey Louis Carignan (Fargo, Dakota del Norte, 18 de mayo de 1927-6 de marzo de 2023) fue un asesino en serie estadounidense que cumplía una condena de 150 años en el Centro Correccional de Minnesota - Faribault por los asesinatos de cinco mujeres. 

## Biografía
Había sido condenado previamente por una violación y asesinato en 1949 que cometió mientras estaba estacionado en el ejército de los Estados Unidos, en Anchorage, Alaska. Aunque fue sentenciado a la horca, finalmente fue puesto en libertad condicional por ese crimen en 1960.
En 1949, Carignan fue sentenciado a muerte por asesinar a una mujer en Alaska. La sentencia de muerte de Carignan fue revocada en 1951, y después de cumplir nueve años más con una condena por intento de violación, fue puesto en libertad condicional en 1960. Habría más arrestos, robos, asaltos y otros delitos; en 1965, Carignan fue sentenciado a un término de quince años en Washington, pero con tiempo libre por buen comportamiento, volvería a las calles en 1969.
Fue condenado y recibió el máximo de cuarenta años en prisión. Dado que ningún criminal en Minnesota puede ser sentenciado a un término superior a cuarenta años, los otros juicios y sentencias fueron simplemente escaparatismo: treinta años por el asalto a Jewry Billings; cuarenta años por el asesinato de Eileen Hunley; cuarenta años por matar a Kathy Schultz. Ciento cincuenta años en total, de los cuales el asesino puede verse obligado a servir no más de cuarenta, con el tiempo libre habitual por "buen comportamiento".